# RPMI 1640
RPMI 1640 또는 RPMI 배지는 세포 배양에 쓰이는 성장 배지이다. RPMI 1640은 1966년 George E. Moore, Robert E. Gerner 및 H. Addison Franklin이 개발하였으며, Roswell Park Memorial Institute에서 개발되었기 때문에 앞글자를 따서 RPMI가 되었다. McCoy's 5A 배지(RPMI 1630)의 변형 형태인 RPMI 1640은 원래 현탁 배양에서 림프모구양 세포를 배양하도록 설계되었지만 다양한 부착 세포도 배양할 수 있다.
RPMI 1640은 인간 림프구의 성장에 사용되었다. 이 배지에는 다량의 인산염을 함유하고, 5% 이산화탄소 대기에서 사용하도록 제조되었다. RPMI 1640은 중탄산염 완충 시스템을 사용하며 일반적인 pH 8 제형에서 대부분의 포유 동물 세포 배양 배지와는 다르다. 혈청 또는 적절한 혈청 대체물로 적절히 보충된 RPMI 1640은 많은 세포 유형, 특히 인간 T 림프구, B 림프구, 골수 세포 및 하이브리도마 세포의 배양이 가능하다.

## 구성
RPMI 1640 1L에는 다음이 포함된다.
- 포도당 (2g)
- pH 지시약 (페놀 레드, 5mg)
- 염
  - 염화 나트륨 6g
  - 탄산수소 나트륨 2g
  - 제이인산나트륨 1.512g
  - 염화 칼륨 400mg
  - 황산 마그네슘 100mg
  - 질산 칼슘 100mg
- 아미노산
  - 글루타민 300mg
  - 아르기닌 200mg
  - 아스파라긴, 시스틴, 류신, 아이소류신 각 50mg
  - 라이신 염산염 40mg
  - 세린 30mg
  - 아스파르트산, 글루탐산. 하이드록시프롤린, 프롤린, 트레오닌, 티로신, 발린 각 20mg
  - 히스티딘, 메티오닌, 페닐알라닌 각 15mg
  - 글라이신 10mg
  - 트립토판 5mg
  - reduced 글루타티온 1mg
- 비타민
  - i-이노시톨 35mg
  - 염화 콜린 3mg
  - 파라아미노벤조산, 엽산, 니코틴아마이드, 피리독신 염산염, 티아민 염산염 각 1mg
  - 판토텐산 칼슘 0.25mg
  - 비오틴, 리보플라빈 각 0.2mg
  - 시아노코발라민 0.005mg